# كارلو مارتيني (رسام)
كارلو مارتيني (بالإيطالية: Carlo Martini)‏ هو رسام إيطالي، ولد في 25 فبراير 1908 في كريما في إيطاليا، وتوفي في 15 يوليو 1958 في ميازينا في إيطاليا.